# Sealer Hill
Sealer Hill är en kulle i Antarktis. Den ligger i Sydshetlandsöarna. Argentina, Chile och Storbritannien gör anspråk på området. Toppen på Sealer Hill är 70 meter över havet.
Terrängen runt Sealer Hill är huvudsakligen kuperad, men den allra närmaste omgivningen är varierad. Trakten är obefolkad. Det finns inga samhällen i närheten. 